# Oxycnemis
Oxycnemis là một chi bướm đêm thuộc họ Noctuidae.

## Các loài
- Oxycnemis acuna Barnes, 1907
- Oxycnemis advena Grote, 1882
- Oxycnemis erratica Barnes & McDunnough, 1913
- Oxycnemis franclemonti Blanchard, 1968
- Oxycnemis fusimacula J.B. Smith, 1902
- Oxycnemis gracillima (Grote, 1881)
- Oxycnemis grandimacula Barnes & McDunnough, 1910
- Oxycnemis gustis Smith, 1907
- Oxycnemis orbicularis Barnes & McDunnough, 1912

## Former species
- Oxycnemis subsimplex Dyar, 1904 is now Sympistis subsimplex (Dyar, 1904)